# Dianthus gallicus
Dianthus gallicus är en nejlikväxtart som beskrevs av Christiaan Hendrik Persoon. Dianthus gallicus ingår i släktet nejlikor, och familjen nejlikväxter. Inga underarter finns listade i Catalogue of Life.

## Bildgalleri

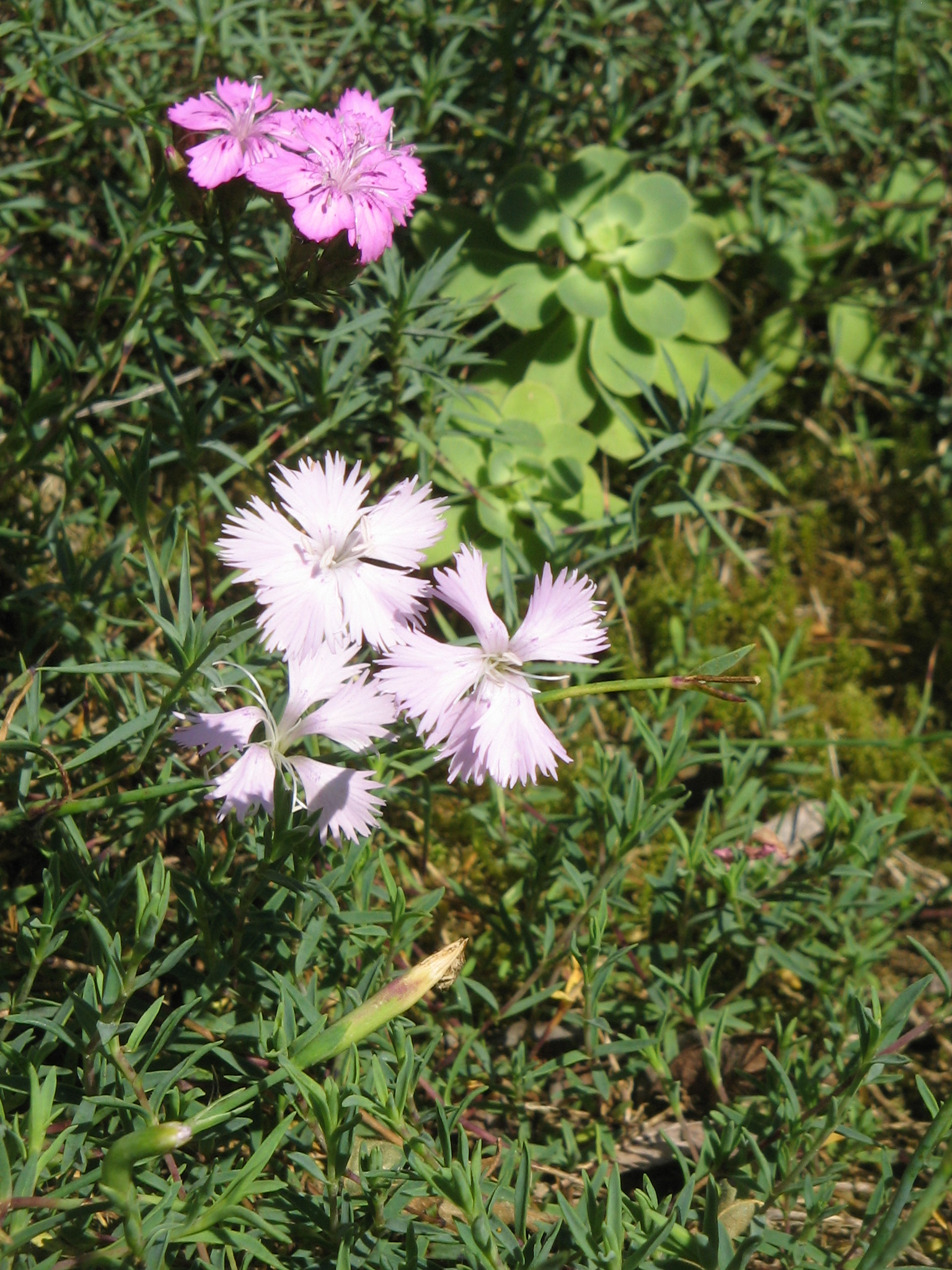
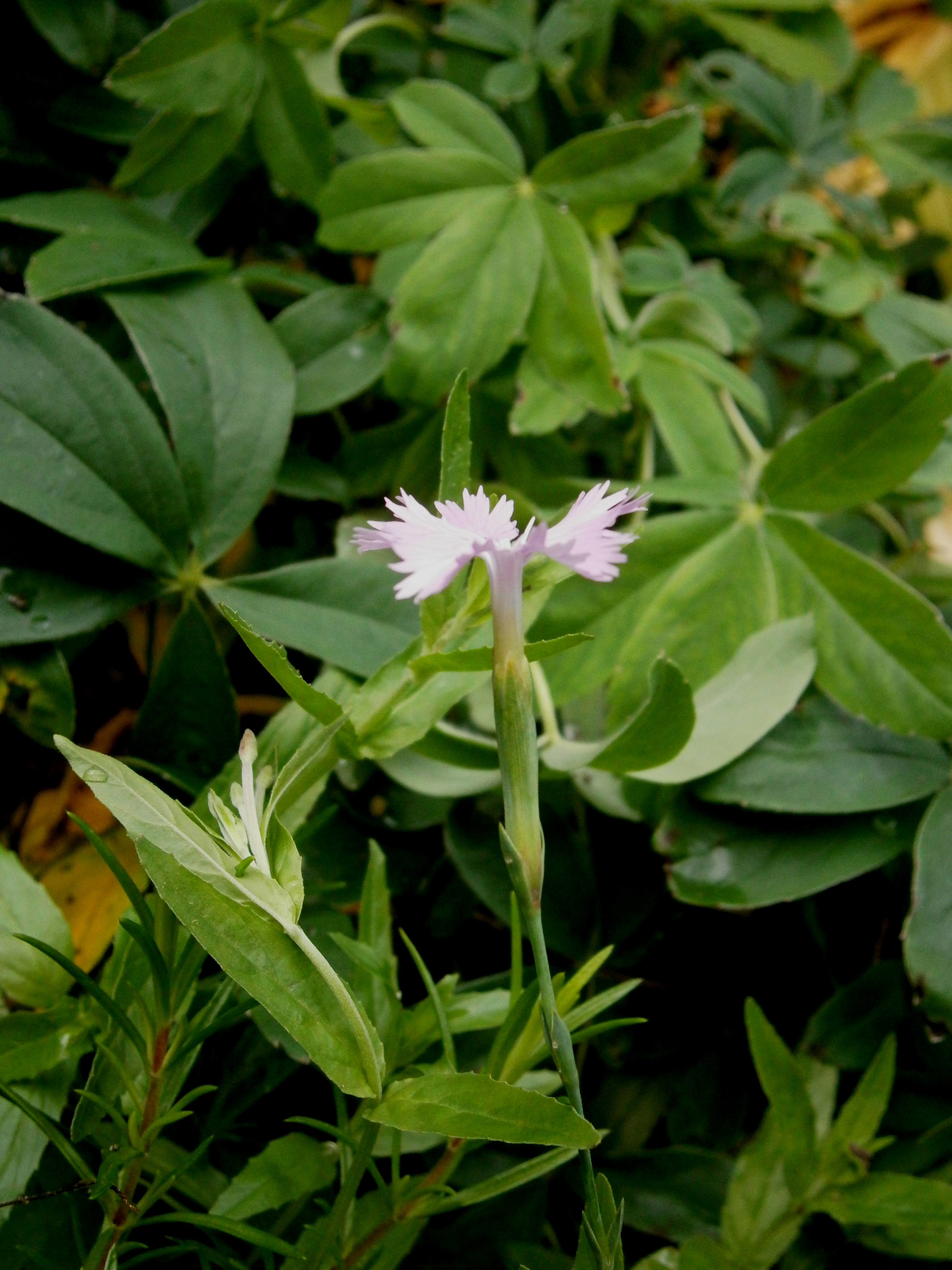
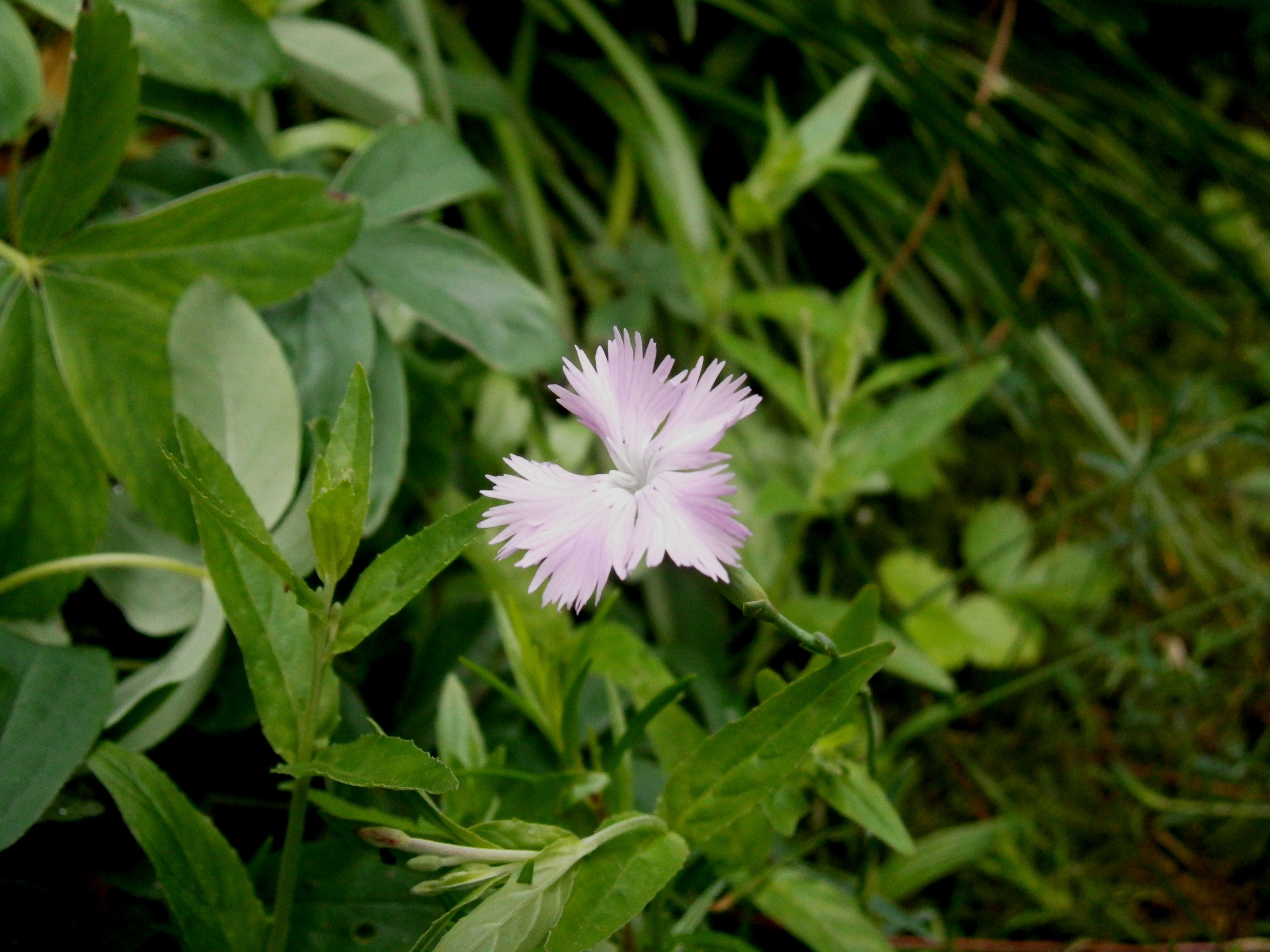
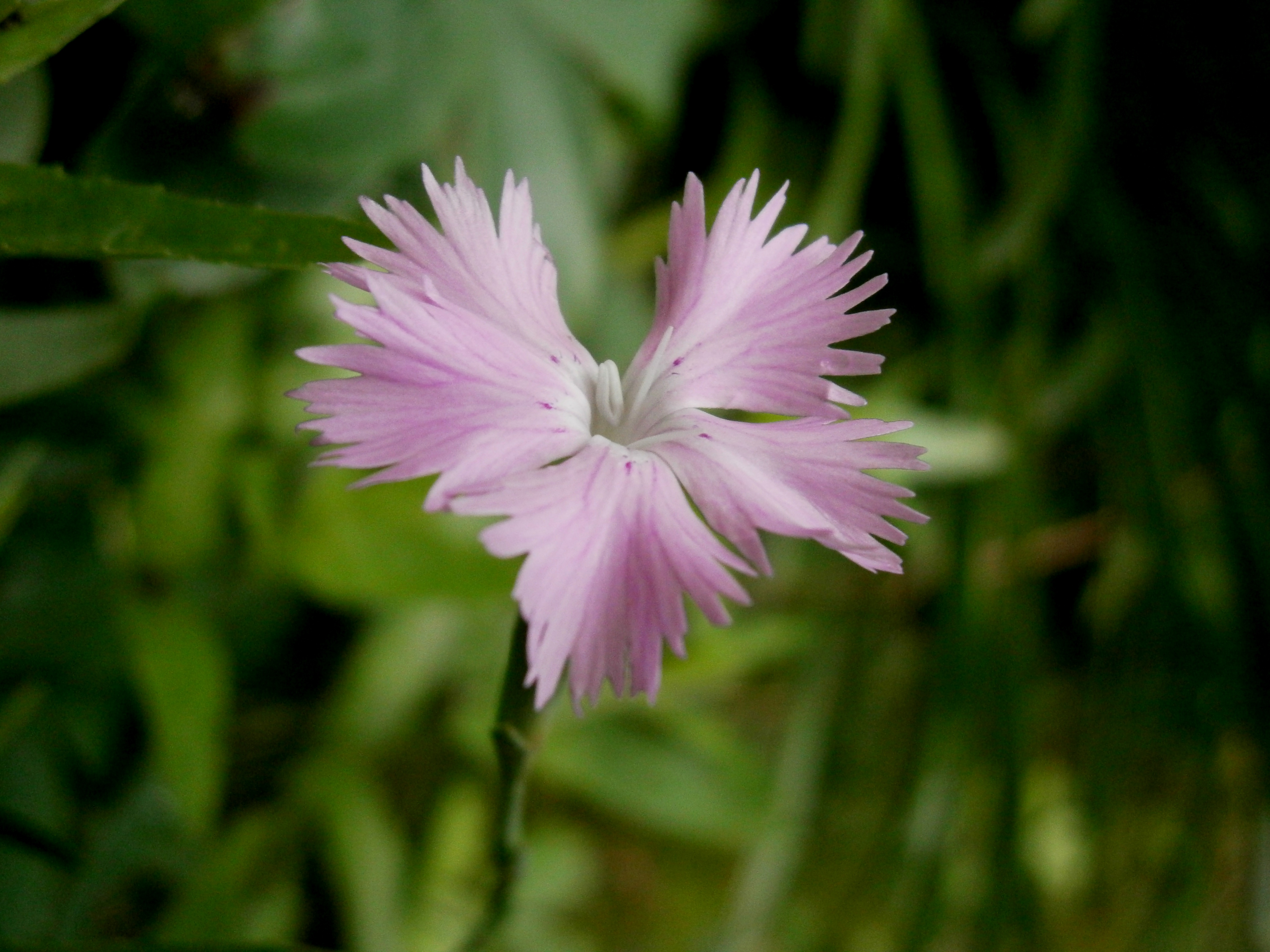
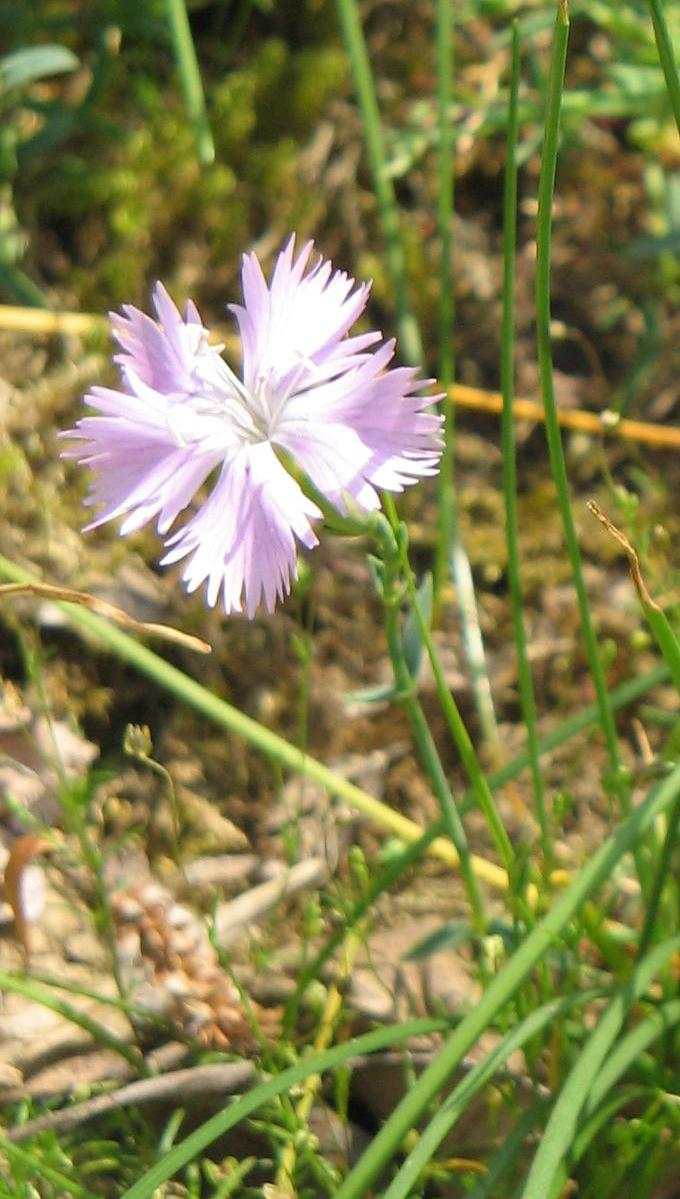
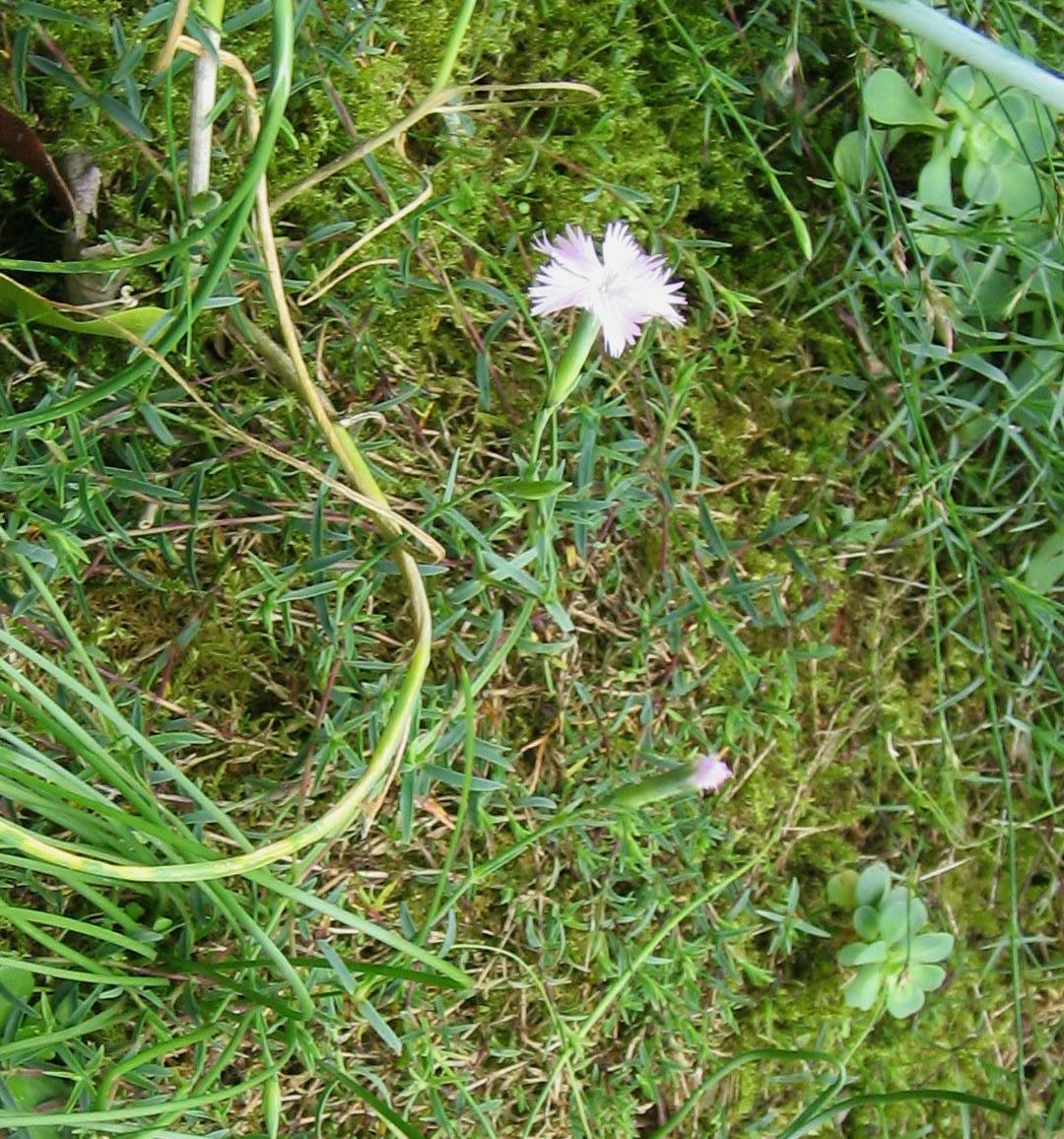